# Agylla obsoleta
Agylla obsoleta är en fjärilsart som beskrevs av Max Wilhelm Karl Draudt 1910. Agylla obsoleta ingår i släktet Agylla och familjen björnspinnare. Inga underarter finns listade i Catalogue of Life.